# 연동초등학교 (세종)
연동초등학교는 대한민국 세종특별자치시가 교육기본법에 따라 설치한 초등학교이다.

## 학교 연혁
- 1925년 5월 15일 연동공립보통학교 개교(4년제)
- 1948년 4월 1일 연흥국민학교 독립 분리(6학급)
- 1971년 5월 1일 용호국민학교 독립 분리(6학급)
- 1981년 3월 10일 연동국민학교병설유치원 개원(2학급)
- 1991년 3월 1일 용호국민학교 분교장으로 본교통합(5학급)
- 1995년 3월 1일 용호분교장 본교에 통폐합
- 1996년 3월 1일 연동초등학교로 개명
- 1999년 3월 1일 연흥초등학교 본교에 통폐합
- 2015년 3월 1일 세종혁신학교 운영

## 참고 자료
- 연동초등학교 - 한국교육학술정보원 학교알리미